# Hill County (Texas)
Hill County je okres ve státě Texas v USA. K roku 2010 zde žilo 35 089 obyvatel. Správním městem okresu je Hillsboro, které je rovněž jeho největším městem. Celková rozloha okresu činí 2 554 km².